# Жено, Георг
Георг Жено (нем. Georg Genoux; род. 2 сентября 1976) — немецкий режиссёр, актёр, один из создателей экспериментального театра «Театр.doc» (Москва).

## Биография
Родился в 1976 году в Гамбурге, ФРГ. В Россию попал, приехав в подмосковную школу учителем немецкого языка для отработки в качестве альтернативной военной службы. Поступил на режиссёрский факультет ГИТИСа. Окончил в 2003 году курс Марка Захарова. В 2003 году сыграл главную роль в фильме Петра Тодоровского «В созвездии Быка». Поставил восемнадцать спектаклей в России, Германии, Украине, Болгарии. С 2007 по 2012 год был художественным руководителем Театра им. Йозефа Бойса. Доцент института «Свободная школа искусств» в Гамбурге. В 2009 году снялся в фильме Гийома Проценко «Перемены 89». В 2010—2012 годах играл в спектакле Театра им. Йозефа Бойса «Груз молчания» (режиссёр Михаил Калужский). В 2013—2015 годах руководил театральной лабораторией NEDRAma в Софии. В 2015 году вместе с украинским драматургом Натальей Ворожбит основал в Киеве "Театр переселенца". Во время работы на Украине снял документальный фильм "Школа № 3", награждённый Гран-при в категории "Поколение 14 плюс" на Берлинской кинобиеннале в 2017 году.

## Фильмография
2003 — «В созвездии Быка»
2008 — «Перемены 89»
2016 — «Школа № 3»

## Спектакли
- «Песни народов Москвы» — Театр.doc[4]
- «Цейтнот»
- «Norway today» — Театр.doc[5]
- «Демократия.doc» — Театр.doc[6]
- «Заполярная правда» — Театр.doc[7]
- «Сексуальные неврозы наших родителей» — Центр драматургии и режиссуры А. Казанцева и М. Рощина
- «Ваал» — Центр драматургии и режиссуры А. Казанцева и М. Рощина
- 2008 — «Общество анонимных художников» — Театр им. Йозефа Бойса совместно с Театр.doc[8]
- 2010 — «Три товарища», пьеса Натальи Скороход по мотивам романа Э.-М. Ремарка, художник Эмиль Капелюш (Саратовский ТЮЗ)
- 2010 — «У нас всё хорошо», пьеса Дороты Масловской, художник Ольга Бутова (Саратовский ТЮЗ)
- 2012 — «Я Анна и Хельга», пьеса Михаила Калужского, Театр им. Йозефа Бойса и Сахаровский центр
- 2012 — «Кризис» (совместно с Михаилом Калужским и Арманом Бекеновым), Берлинская Биеннале современного искусства

## Цитаты
- «Я считаю, что театром люди не должны заниматься долго. Театром имени Йозефа Бойса я буду заниматься еще максимум пять лет — мы и так уже существуем три года. Свежо все только в момент создания. В Германии в этом смысле все очень правильно устроено — редкое исключение, когда художественный руководитель остается в театре хотя бы на десять лет. Знаю, в России таков менталитет, насиженное место покинуть трудно. Но Театр Бойса — не источник моих доходов, поэтому я и не буду от него зависеть и смогу его бросить. Если найдется команда, которая перехватит инициативу, — круто. Не найдется — значит, никому это и не нужно»[9], — Георг Жено, 2011.